# James B. Goetz
James Burton Goetz (* 28. Mai 1936 in Freeport, Illinois; † 17. März 2019) war ein US-amerikanischer Politiker. Zwischen 1967 und 1971 war er Vizegouverneur des Bundesstaates Minnesota.

## Werdegang
James Goetz wurde in der Radiobranche tätig und leitete den in Winona ansässigen Sender KAGE. Politisch schloss er sich der Republikanischen Partei an. Im Jahr 1964 war er Ersatzdelegierter zur Republican National Convention.
1966 wurde Goetz an der Seite von Harold LeVander zum Vizegouverneur von Minnesota gewählt. Dieses Amt bekleidete er zwischen 1967 und 1971. Dabei war er Stellvertreter des Gouverneurs und Vorsitzender des Staatssenats. Bis 1972 waren alle Vizegouverneure von Minnesota gleichzeitig Präsidenten des Senats. Nach der Amtszeit von Goetz wurde diese Praxis durch eine Änderung der Staatsverfassung geändert: Die Personalunion zwischen Vizegouverneur und Senatspräsident wurde aufgehoben. Seither wählen die Staatssenatoren ihren eigenen Präsidenten. Nach seiner Zeit als Vizegouverneur trat James Goetz politisch nicht mehr in Erscheinung. Er war mit Ruth Elbert verheiratet.